# Serie A1 1982/83
Die Saison 1982/83 war die 49. Spielzeit der Serie A, der höchsten italienischen Eishockeyspielklasse. Meister wurde zum insgesamt siebten Mal in der Vereinsgeschichte der HC Bozen.

## Modus
Zunächst bestritten die acht Mannschaften eine gemeinsame Hauptrunde. Die sechs bestplatzierten Mannschaften qualifizierten sich für die Finalrunde, in der der Meister ausgespielt wurde. Die Ergebnisse aus der Hauptrunde zwischen für die Finalrunde qualifizierten Mannschaften wurden in diese übernommen. Für einen Sieg erhielt jede Mannschaft zwei Punkte, bei einem Unentschieden gab es einen Punkt und bei einer Niederlage null Punkte.

## Hauptrunde

### Tabelle
Abkürzungen: Sp = Spiele, S = Siege, U = Unentschieden, N = Niederlagen
|    | Klub             | Sp | S  | U | N  | Tore    | Punkte |
| -- | ---------------- | -- | -- | - | -- | ------- | ------ |
| 1. | HC Bozen         | 32 | 26 | 1 | 5  | 243:136 | 53     |
| 2. | HC Gröden        | 32 | 23 | 3 | 6  | 215:121 | 49     |
| 3. | HC Meran         | 32 | 19 | 3 | 10 | 152:114 | 41     |
| 4. | EV Bruneck       | 32 | 16 | 4 | 12 | 159:142 | 36     |
| 5. | HC Asiago        | 32 | 16 | 3 | 13 | 167:147 | 35     |
| 6. | SG Cortina       | 32 | 15 | 1 | 16 | 181:185 | 31     |
| 7. | HC Alleghe       | 32 | 12 | 3 | 17 | 116:127 | 27     |
| 8. | HC Valpellice    | 32 | 4  | 2 | 26 | 136:206 | 10     |
| 9. | AS Varese Hockey | 32 | 3  | 0 | 29 | 137:328 | 6      |

### Beste Scorer
Abkürzungen: Sp = Spiele, T = Tore, V = Assists, Pkt = Punkte, SM = Strafminuten; Fett: Bestwert
| Spieler            | Mannschaft    | Sp | T  | V  | Pkt | SM |
| ------------------ | ------------- | -- | -- | -- | --- | -- |
| Ron Chipperfield   | HC Bozen      | 32 | 78 | 58 | 136 | 54 |
| Kim Gellert        | AS Varese     | 31 | 56 | 60 | 116 | 24 |
| Cary Farelli       | AS Varese     | 32 | 41 | 73 | 114 | 32 |
| Rick Bragnalo      | EV Bruneck    | 32 | 49 | 59 | 108 | 21 |
| Bruno Baseotto     | HC Gröden     | 32 | 46 | 55 | 101 | 47 |
| Craig Norwich      | HC Gröden     | 31 | 35 | 62 | 97  | 64 |
| Martin Pavlu       | HC Bozen      | 32 | 32 | 60 | 92  | 14 |
| Tom Ross           | HC Asiago     | 32 | 48 | 42 | 90  | 25 |
| Grant Goegan       | HC Valpellice | 32 | 47 | 42 | 89  | 26 |
| Constant Priondolo | HC Alleghe    | 32 | 48 | 34 | 82  | 24 |

## Finalrunde
|    | Klub          | Sp | S  | U | N | Tore    | Punkte |
| -- | ------------- | -- | -- | - | - | ------- | ------ |
| 1. | HC Bozen      | 10 | 10 | 0 | 0 | 303:164 | 46     |
| 2. | HC Gröden     | 10 | 5  | 0 | 5 | 265:174 | 34     |
| 3. | Asiago Hockey | 10 | 6  | 0 | 4 | 230:197 | 29     |
| 4. | EV Bruneck    | 10 | 4  | 1 | 5 | 203:186 | 27     |
| 5. | HC Meran      | 10 | 2  | 1 | 7 | 183:157 | 25     |
| 6. | SG Cortina    | 10 | 2  | 0 | 8 | 222:256 | 19     |

## Meistermannschaft
John Bellio – Bruno Bertiè – Ron Chipperfield – Hubert Gasser – Norbert Gasser – Manfred Gatscher – Marco Janeselli – Bernhard Mair – Michael Mair – Ludovico Migliore – Robert Oberrauch – Gino Pasqualotto – Martin Pavlu – Luciano Sbironi – Herbert Strohmair – Giorgio Tigliani – Moreno Trisorio. Trainer: Jaroslav Pavlu